# Boleslaw von Kossowski
Boleslaw von Kossowski (* 25. März 1839 in Gajewo; † 18. November 1892 ebenda) war Rittergutsbesitzer und Mitglied des Deutschen Reichstags.

## Leben
Kossowski besuchte das Königliche Gymnasium in Kulm und die landwirtschaftliche Akademie Proskau und bewirtschaftete sein Rittergut in Gajewo im Landkreis Briesen. Er war mit Maria Rutkowska verheiratet.
Er war Mitglied des Deutschen Reichstags von 1881 bis 1884 für den Wahlkreis Marienwerder 5 (Schwetz) und von 1890 bis zu seinem Tode für den Reichstagswahlkreis Regierungsbezirk Danzig 5 (Berent, Preußisch Stargard, Dirschau). Im Reichstag gehörte er der Polnischen Fraktion an.